# 兵曹乡
兵曹乡，是中华人民共和国河北省衡水市深州市下辖的一个乡镇级行政单位。

## 行政区划
兵曹乡下辖以下地区：
邵甫村、婆娑营村、乔刘辛庄村、兵曹村、普乐村、郭家庄村、李家庄村、西午村和东午村。